# Tipping Canoe
Tipping Canoe war eine Emocore-Band aus Amherst, Massachusetts / Vereinigte Staaten.

## Geschichte
Die in den späten 1990er Jahren gegründete Band gehörte zur kleinen Emo- bzw. Hardcore-Punk-Szene der Stadt, in der sich auch andere Emo/Screamo-Bands gegründeten, so unter anderem Ampere und Wolves.
Die Band veröffentlichte 1999 ein Split mit Snacks sowie einen weiteren mit Ettil Vrye, jedoch erst nachdem zuerst eine Demo der Gruppe erschien. Weiterhin erfolgte die Veröffentlichung des gleichnamigen Albums von Tipping Canoe im Jahr 2000.

## Stil
Der Stil der Band lässt sich als klassischer Emotional Hardcore beschreiben. Langsamer D.C. Hardcore mit leisen Gitarrenwänden und emotional gesungenen Wörtern, gepaart mit chaotischeren, harten Riffs und Schreien sowie geschrienen Textparts.

“[Tipping Canoe] played rocking emo very much in the mid 90's hardcore style. Lots of force and drive, mixed up with tangled melodies and impassioned screamy / sung vocals. They also tend to blend in a slightly mathy angle to the whole proceedings.”

Der Sound der Band wird mit Gruppen wie Policy of 3 oder Four Hundred Years verglichen.

## Diskografie
- Demo Tape, 5 Songs
- Split mit Snacks, 7"
- Split mit Ettil Vrye, 12"
- Self Titled, 12" LP